# Wollmatinger Ried
Das Naturschutzgebiet Wollmatinger Ried – Untersee – Gnadensee ist mit einer Gesamtfläche von 767 Hektar das größte und mit einer überaus artenreichen Pflanzen- und Tierwelt auch das bedeutendste Naturreservat am deutschen Bodenseeufer.
Es erstreckt sich vom Ufer des Seerheins westlich von Konstanz über den Damm zur im Untersee gelegenen Insel Reichenau bis hin zum östlichen Gnadensee bei Allensbach-Hegne. Zum Naturschutzgebiet gehören die beiden benachbarten ufernahen Inseln Triboldingerbohl (Langenrain) und Mittler oder Langbohl (Kopf).

## Das Naturschutzgebiet
Das Wollmatinger Ried wurde bereits 1930 zunächst für fünf Jahre unter Schutz gestellt. Durch die Naturschutzverordnung vom 17. Februar 1938 für die Gebiete Wollmatinger Ried, Giehrenmoos und Dreifußwiesen auf den Gemarkungen Konstanz, Reichenau und Hegne erhielt die Uferlandschaft den endgültigen staatlichen Schutz. Die geschützte Riedfläche umfasste zunächst 465 Hektar, wovon 1964 zur Arrondierung des Konstanzer Gewerbegebiets „Unterlohn“ rund fünf Hektar aus dem Schutz entlassen wurden. Nach einer Erweiterung im Jahre 1980, durch welche die dem Ried vorgelagerten Wasserflächen auf dem Untersee und Gnadensee in das neue Natur- und Landschaftsschutzgebiet „Wollmatinger Ried-Untersee-Gnadensee“ einbezogen wurden, vergrößerte sich die Fläche auf 767 Hektar.

### Bedeutung
Die abwechslungsreiche Uferlandschaft des Wollmatinger Rieds bietet einer Vielzahl von Pflanzen und Tierarten einen wertvollen Lebensraum. Etwa 600 Farn- und Blütenpflanzen kommen zurzeit im Naturschutzgebiet vor; über 100 weitere Arten wurden früher gefunden, sind aber heute verschollen. Die Liste der im Gebiet beobachteten Vogelarten umfasst etwa 290 Arten. Vor allem für Wasservögel ist es als Brut-, Rast- und Überwinterungsplatz von herausragender Bedeutung. Im Herbst werden regelmäßig Rastgesellschaften von 20.000–40.000 Wasservögeln gezählt. Die vom Menschen nur wenig beeinflussten Flachwasserzonen des Gebiets sind wichtig für die Erhaltung eines artenreichen Fischbestands im Untersee. Unter den Insekten sind die Großschmetterlinge mit über 330 Arten, die Libellen mit knapp 50 und die Heuschrecken mit 26 Arten besonders auffällig.
Seine Bedeutung als Refugium für seltene und gefährdete Pflanzen und Tiere sowie die erfolgreiche Naturschutzarbeit brachten dem Wollmatinger Ried mehrere internationale Auszeichnungen ein. Prämiert wurde seine Bedeutung als Refugium für seltene und gefährdete Tier- und Pflanzenarten sowie die erfolgreiche Naturschutzarbeit: 1968 erhielt das Wollmatinger Ried das „Europäische Diplom für geschützte Gebiete“ des Europarates, das seitdem alle fünf Jahre neu vergeben wurde, 1973 erklärte der Internationale Rat für Vogelschutz das Gebiet zum Europareservat und seit 1976 zählt die Riedlandschaft zusammen mit den angrenzenden Seebuchten zu den „Feuchtgebieten internationaler Bedeutung“ aufgrund der Ramsar-Konvention von 1971. Das Wollmatinger Ried ist ebenfalls durch das europäische Schutzgebietssystem Natura 2000 geschützt, das sich aus FFH-Richtlinie und Vogelschutzrichtlinie zusammensetzt.

### Entstehung
Die Erdgeschichte der Untersee-Landschaft war ein Wechselspiel von Tektonik, Sedimentation und Erosion. Zur Zeit der Alpenauffaltung, im Tertiär, bildete das nördliche Alpenvorland eine riesige Mulde. Zeitweise von Meerwasser erfüllt, zeitweise von Süßwasser, wurden in diese Mulde große Mengen von Abtragungsschutt der Alpen eingeschwemmt. Im Quartär lösten sich Eiszeiten und Warmzeiten ab. In den Eiszeiten wurde das Unterseegebiet vom Rheingletscher überfahren, der die Hauptarbeit an der Eintiefung des Bodenseebeckens leistete. Nach Abschmelzen des letzten Eises wurde das Moränenmaterial vom Rhein erodiert, während mächtige Beckentonablagerungen im Seegebiet zurückblieben.
Bemerkenswerte rezente, nacheiszeitliche Sedimente im Bereich von Seerhein, Untersee und Wollmatinger Ried sind bis zweieinhalb Zentimeter große Kalkknollen, deren Schicht eine Mächtigkeit von über zehn Meter erreichen kann. Die rundlichen Knollen entstanden durch Kalkabscheidungen von Blaualgen (Cyanobakterien), oft um Schneckengehäuse als Kern, weshalb sie am See seit langem Schnegglisande genannt werden.

### Wasserhaushalt
Der Wasserstand des Bodensees schwankt entsprechend der jahreszeitlich stark wechselnden Wasserführung seines wichtigsten Zuflusses, des Alpenrheins, beträchtlich. Der Niedrigstwasserstand wird in der Regel im Februar erreicht; dann steigt der Seespiegel mit dem Ende der Schneeperiode in den Alpen um etwa zwei Meter an und erreicht im Juni und Juli seinen Höchstwasserstand. Gleichzeitiges Auftreten von Schneeschmelze und starken Regenfällen führt zu einem sprunghaften Anstieg des Seespiegels, in Extremfällen um über 40 Zentimeter an einem Tag.
Das Wollmatinger Ried weist nur geringe Höhenunterschiede auf. Es ist Teil der Konstanzer Niederung, einer fast ebenen Senke im Bodenseebecken zwischen dem Bodanrück-Hügelland im Norden und dem Thurgauer Seerücken im Süden. Die seenahen Teile des Wollmatinger Rieds werden regelmäßig im Frühsommer überflutet, in extremen Hochwasserjahren können über 90 % des Schutzgebietes unter Wasser stehen. Im Winterhalbjahr hingegen fallen Ried und Uferzone trocken, ein Zustand, der in Trockenjahren bis in die Sommermonate fortdauern kann. Die jahresperiodischen Wasserstandsschwankungen des Bodensees sowie die unregelmäßig auftretenden Hochwasser- oder Trockenjahre haben prägenden Einfluss auf die Pflanzen- und Tierwelt des Wollmatinger Rieds und auf die Nutzung des Gebiets durch den Menschen.

## Vielfalt der Lebensräume
Die regelmäßigen Überflutungen des Wollmatinger Rieds ermöglichen den Anwohnern von jeher neben Fischfang und Wasservogeljagd nur eine extensive Landwirtschaft. Dadurch entstand ein vielfältiges Mosaik aus Naturlandschaft (in Ufernähe) und Kulturlandschaft (in den höher gelegenen Bereichen). Natürliche, ursprüngliche Lebensräume sind z. B. die Flachwasserzonen und Röhrichte, die Streuwiesen hingegen entstanden durch landwirtschaftliche Nutzung.

### Fließgewässer

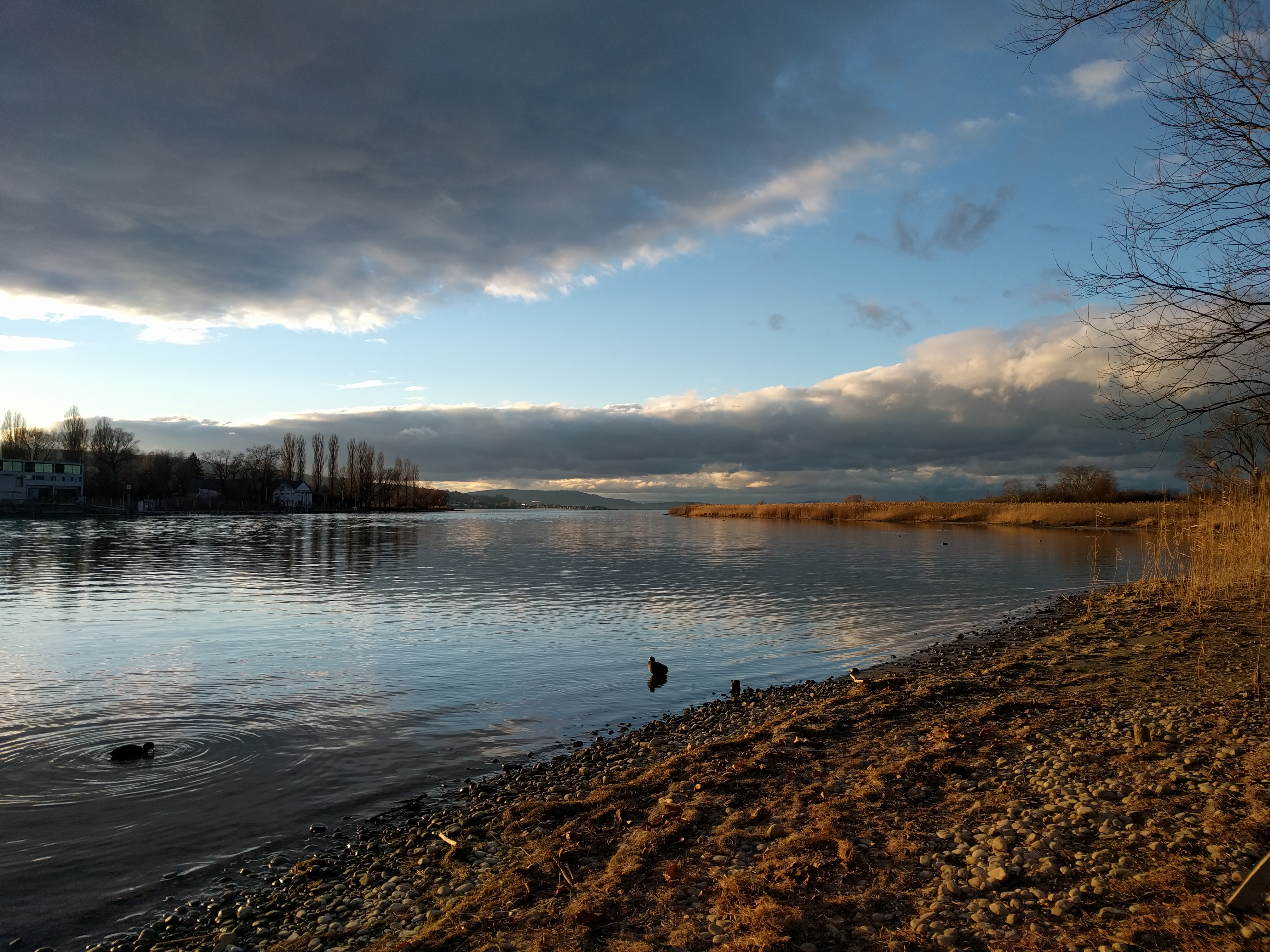
Wollmatinger Ried am Seerhein in Richtung Gnadensee

Das Wollmatinger Ried liegt bei der Einmündung des Seerheins in den Untersee. Im Südosten des Rieds bildet das rechte Flussufer die Grenze des Schutzgebiets. Der Hauptmündungsarm des Seerheins setzt sich nach Westen im Untersee als Rheinrinne fort. Seerhein und Rheinrinne liegen außerhalb des Reservats und weisen starken Bootsverkehr auf. Ihr Fischreichtum ist aber wichtig für Vögel wie Taucher, Kormorane und Fluss-Seeschwalben. Im Winter tauchen Reiherente und Tafelenten sowie Blässhühner auf dem Flussgrund nach Wandermuscheln. Bei Frost gewinnen die eisfrei bleibenden Fließgewässer auch für Graureiher, mehrere Gründelentenarten und Watvögel an Bedeutung.
Zwei weitere Mündungsarme des Seerheins sind die innerhalb des Schutzgebiets gelegenen sogenannten Schläuche. Ihre flussartigen Rinnen trennen zwei von Schnegglisand (Kalkausscheidungen von Blaualgen) gebildete, schilfbewachsene Inseln, Triboldingerbohl und Mittler oder Langbohl, vom Wollmatinger Ried ab. In einem der Schläuche liegen Brutflöße für die in Baden-Württemberg vom Aussterben bedrohte Fluss-Seeschwalbe. An weiteren Fließgewässern weist das Gebiet in der Röhrichtzone noch mehrere, ständig Wasser führende Gräben auf, an denen Rohrdommeln und Wasserrallen überwintern.

### Flachwasserzonen
Seit 1980 gehören auch Teilbereiche der vor dem Wollmatinger Ried gelegenen Flachwasserzonen zum Naturschutzgebiet. Flachwasserzonen sind das ökologisch bedeutende Bindeglied zwischen Seeufer und dem freien Seewasser. Ihre Wassertemperatur ist im Winter niedriger als in der Freiwasserzone, im Sommer hingegen bei intensiver Sonneneinstrahlung deutlich höher. Ständige Wasserbewegungen bewirken intensiven Wasser- und Gasaustausch, hohen Sauerstoffeintrag, und mit der starken Erwärmung im Sommer auch hohe Stoffumsatzraten. Resultat ist eine rasche und weitgehende Zersetzung der vom Ufer in den See eingetragenen organischen Substanzen, weshalb Flachwasserzonen auch als biologische Kläranlagen des See bezeichnet werden. Wasserpflanzen (Makrophyten) bilden hier regelrechte Unterwassergärten, die Laich- und Aufwuchsgebiet für zahlreiche Fischarten und Nahrungsplatz für viele Wasservögel sind.
Vor dem Wollmatinger Ried liegen zwei wichtige Flachwasserbereiche: das Ermatinger Becken im Osten des Untersees, ein flaches Überschwemmungsgebiet bei der Einmündung des Seerheins, und die Hegnebucht im Osten des durch den Reichenauer Damm abgetrennten Gnadensees. Im Flachwasser der Hegnebucht dominieren unter den Wasserpflanzen verschiedene Arten von Armleuchteralgen und das Mittlere Nixenkraut. Im nährstoffreicheren Ermatinger Becken wurden die Armleuchteralgen seit den 1960er Jahren zunächst von Sumpf-Teichfaden und Kamm-Laichkraut zurückgedrängt, erobern sich aber nun wieder Terrain zurück, da sich die Wasserqualität seit 1980 deutlich verbessert hat. Weiße Seerosen können nur in vor Wellenschlag geschützten Schilfbuchten am Reichenauer Damm existieren.
Die Armleuchteralgen dienen der Kolbenente, der größten ornithologischen Kostbarkeit des Bodensees, als Hauptnahrung. Etwa die Hälfte des mitteleuropäischen Brutbestands dieser seltenen Entenart brütet am Bodensee, besonders zahlreich im Wollmatinger Ried. Im Herbst kommen noch mehrere tausend Kolbenenten aus anderen Brutgebieten hinzu, die vor allem die Hegnebucht zur Mauser des Kleingefieders aufsuchen.
Die Flachwasserzonen werden aber auch noch von vielen anderen Vogelarten als Nahrungs-, Aufzucht-, Mauser- und Ruheplatz genutzt, u. a. von Zwergtaucher, Haubentaucher und Schwarzhalstaucher, Höckerschwan, Schnatterente, Krickente, Stockente, Knäkente, Löffelente, Tafelente und Reiherente, Blässhuhn und Lachmöwe, bei Niedrigwasser auch von Watvögeln. Singschwan, Spießente und Großer Brachvogel sind typische Überwinterer des Ermatinger Beckens, während die Hegnebucht im Winter oft zufriert.

### Flachwasserteiche
Extreme Hochwasser mitten in der Brutzeit führen am Bodensee immer wieder zu Gelegeverlusten bei Wasservögeln. Im Wollmatinger Ried wurde daher 1976 in einer natürlichen Senke ein Flachwasserteich mit einem System aus Gräben, Inseln und Altschilfbereichen angelegt. Das Sommerhochwasser kann hier durch frühen Anstau vorweggenommen werden. Mit seinen vom Hochwasser geschützten Brutplätzen wurde der Teich schnell zum wichtigsten Brutplatz im Naturschutzgebiet. Kolbenenten (bis zu 40 Paare) und viele weitere Arten brüten hier alljährlich. Die Entenmütter können ihren Jungen nach dem Schlüpfen zum benachbarten, nahrungsreichen Ermatinger Becken führen.
Im Osten des Reservats wurde 1994 ein Flachwasser-Wiesenteich angelegt, der Gründelentenarten und Watvögeln als Nahrungs- und Rastplatz dient.

### Röhrichte

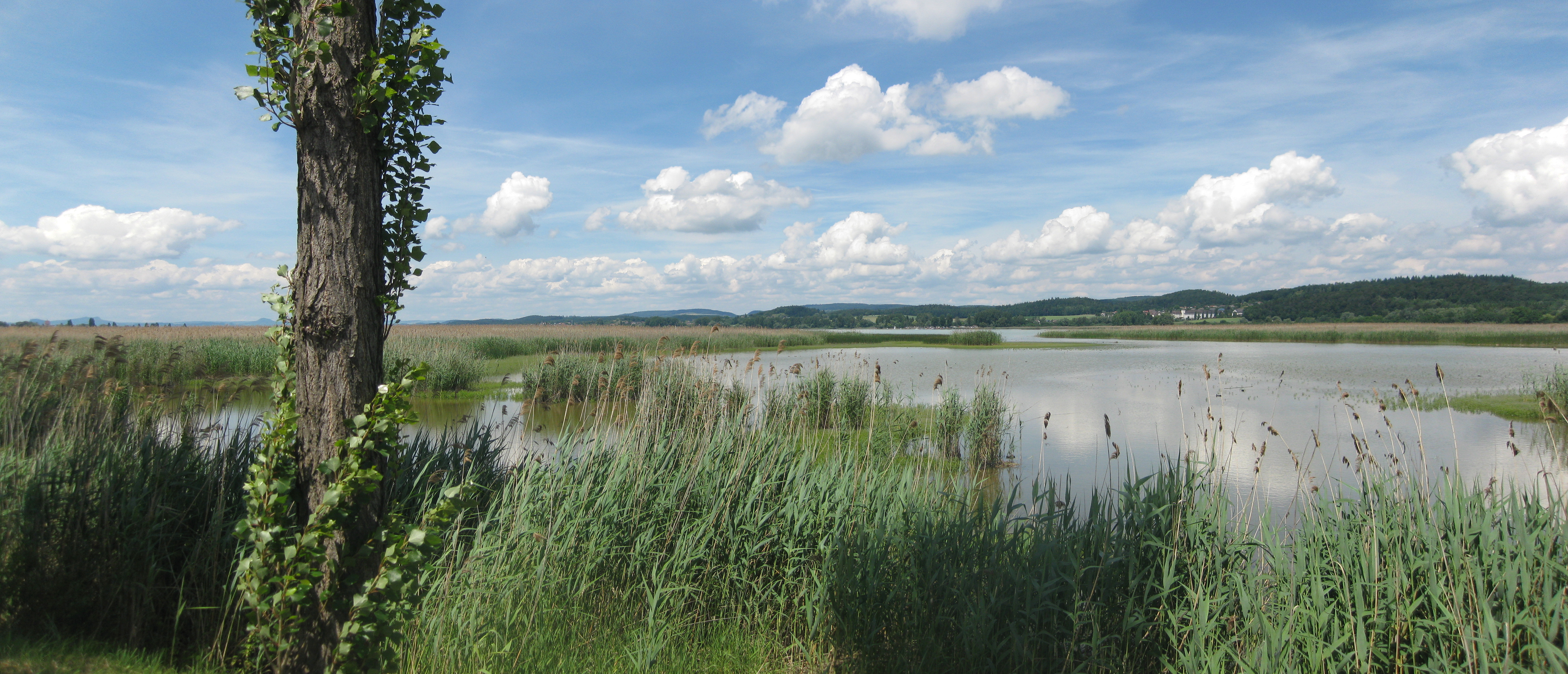
Röhrichte im Wollmatinger Ried entlang des Reichenauer Damms

Der Uferbereich des Naturschutzgebiets wird zum größten Teil von Röhricht eingenommen, das überwiegend aus Schilfrohr besteht. Seeseitig erreicht das Schilf mittlere Wassertiefen von etwa ein bis zwei Meter, landwärts wird es von der Steifen Segge abgelöst.
Im Osten des Gebiets, am Seerhein, ist der Schilfgürtel relativ schmal; beiderseits des Reichenauer Damms erreicht das Röhricht eine Breite von über 500 Meter. Der Lebensraum Schilfröhricht wirkt eher einförmig, zeichnet sich aber durch hohe Produktivität aus. Schilfrohr kann bis zu fünf Meter hoch werden, junge Triebe wachsen täglich bis zu vier Zentimeter. Schilfröhricht schützt das Ufer gegen den Wellenschlag und ist Lebensraum für zahlreiche Tiere. Taucher, Enten, Rallen, Rohrweihe, Teichrohrsänger und Drosselrohrsänger sowie die seltene Bartmeise brüten hier. Viele weitere Vogelarten nutzen das Röhricht als Nahrungs- und Rastplatz, auf dem Durchzug finden sich oft große Schlafgesellschaften von Schwalben, Staren und Stelzen ein. Viele Insekten und andere Kleintiere haben sich auf das Schilfrohr spezialisiert, Amphibien nutzen das Röhricht als Laichplatz.

### Strandrasen

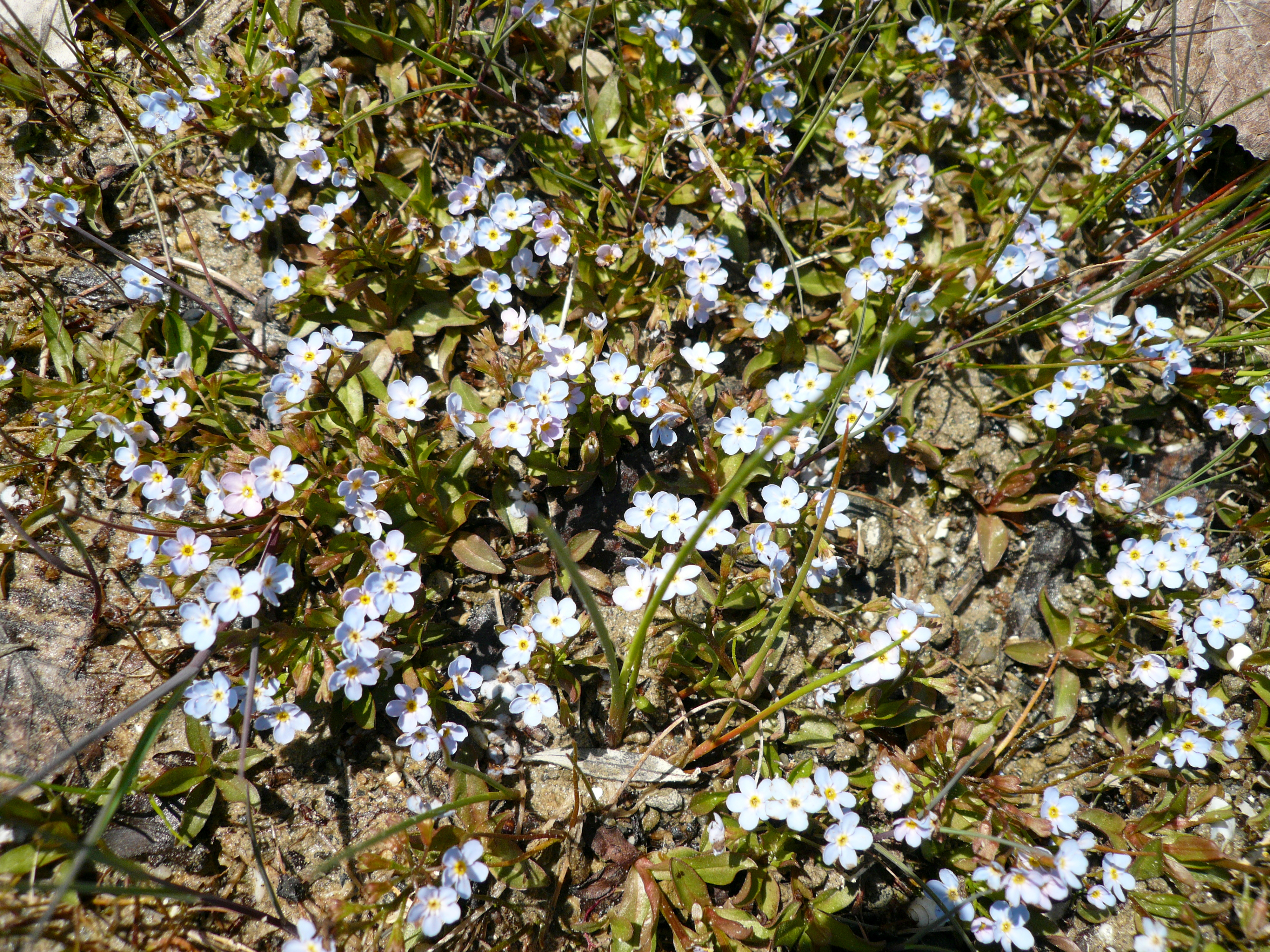
Bodensee-Vergissmeinnicht

Wo das Bodenseeufer für Schilfrohr zu kiesig ist, kommt im Überschwemmungsbereich eine rasig und lückig wachsende Ufervegetation vor: der Strandrasen. Die Pflanzen der Strandrasen sind wahre Überlebenskünstler und überstehen selbst eine sechsmonatige Überflutung unbeschadet. Doch durch menschliche Eingriffe wurden die Strandrasenbestände am Bodensee auf 10–20 % der Ausdehnung, die sie zu Beginn des Jahrhunderts hatten, zurückgedrängt. Strand-Schmiele, Ufer-Hahnenfuß sowie Bodensee-Vergissmeinnichts und Strandling sind daher selten geworden, andere Strandrasenarten am Bodensee bereits ausgestorben. Auch im Wollmatinger Ried ist diese Ufervegetation kaum noch zu finden. Unmittelbar westlich der Schutzgebietsgrenze, auf dem Campingplatz Hegne, gibt es jedoch eine große Strandrasenfläche mit mehreren zehntausend Einzelpflanzen des Bodensee-Vergissmeinnichts.

### Streu- und Futterwiesen

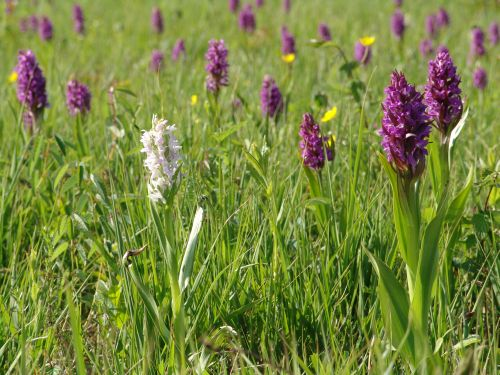
Fleischfarbenes Knabenkraut

Die Wiesen im Uferbereich des Bodensees sind Lebensräume aus Menschenhand. An ihrer Stelle wuchsen einst Auenwälder mit Schwarz-Pappeln, Silber-Weiden, Stiel-Eichen und Ulmen. Nach deren Rodung entstanden feuchte Wiesen, die im Herbst und Winter zur Gewinnung von Einstreu für Viehställe gemäht und daher Streuwiese genannt wurden.
Im Wollmatinger Ried war zunächst nur eine Mahd jährlich möglich, nach dem Rückzug des Sommerhochwassers. Nur die etwas höher gelegenen und trockeneren Bereiche im Osten des Gebiets erlaubten eine zweite Mahd pro Jahr. Hier entstanden durch Düngung auch einige nährstoffreichere Futterwiesen. Der größte Teil der Wiesen des Wollmatinger Rieds behielt jedoch seinen nährstoffarmen Charakter und ist auch heute noch ein artenreiches Blütenparadies. Die Landwirte gaben mit dem Rückgang der Viehhaltung in den 60er Jahren die traditionelle Nutzung der Streuwiesen auf, seither erhält der Naturschutz diese wertvolle Kulturlandschaft.
In den vom Blauen Pfeifengras dominierten Streuwiesen gedeihen Arten wie der Wohlriechende Lauch und die Sibirische Schwertlilie, Orchideen wie Sumpf-Stendelwurz, Mücken-Händelwurz und Wohlriechende Händelwurz, Kleines Knabenkraut und Fleischfarbenes Knabenkraut sowie die Pracht-Nelke und der Lungen-Enzian. An nassen und quelligen Stellen wachsen Sumpf-Herzblatt, Mehlprimel und Schlauch-Enzian. Die größte botanische Kostbarkeit des Gebiets ist jedoch die Sumpf-Siegwurz, eine einheimische Wild-Gladiole, die hier ihren letzten Standort in Baden-Württemberg hat.
Die blütenreichen Streuwiesen locken zahllose blütenbesuchende Insekten wie Schmetterlinge, Schwebfliegen und Wildbienen an.
Die nährstoffreicheren Futterwiesen weisen eine geringere Artenvielfalt auf. In ihnen dominieren Wiesen-Fuchsschwanz, Kuckucks-Lichtnelke sowie verschiedene Hahnenfuß- und Klee-Arten. Blütenbesuchende Insekten sind in den Futterwiesen besonders im Frühjahr sehr zahlreich, da die Blühtermine der meisten Pflanzen dieser Wiesen vor denen der Streuwiesen liegen. Kiebitz und Großem Brachvogel dienen die Futterwiesen ebenfalls als Nahrungsplatz. Während der Kiebitz auch heute noch im Wollmatinger Ried brütet, kommt der Große Brachvogel nur noch als Durchzügler und Überwinterer vor.

### Strandwälle

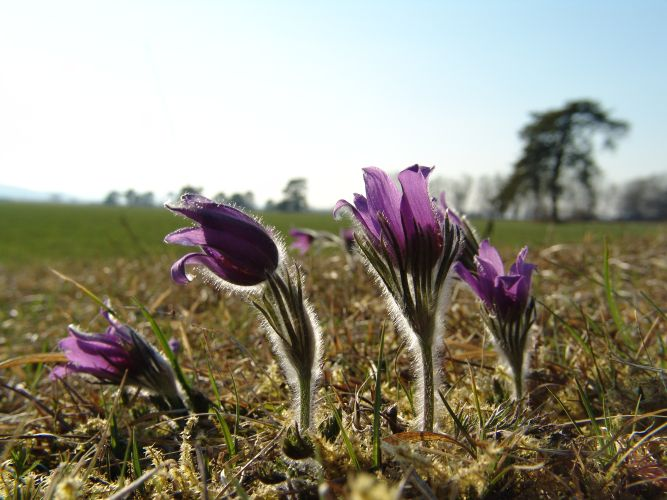
Küchenschelle

Nach der letzten Eiszeit, in einer Phase mit höherem Seespiegel als heute, wurden im Wollmatinger Ried die Schnegglisande zu mehrere Meter hohen Strandwällen aufgehäuft, die heute zum Teil Hunderte Meter vom Seeufer entfernt liegen. Ihr lockerer Boden aus groben Kalkknollen kann kaum Niederschlagswasser speichern, weshalb sich hier – direkt neben feuchten Wiesen – eine kalkliebende Trockenvegetation angesiedelt hat. Hierzu gehören Ästige Graslilie, Brand-Knabenkraut, Gewöhnliche Küchenschelle, Labkraut-Wiesenraute, Frühlings-Enzian und Schwalbenwurz. Selbst bei extremem Hochwasser ragen zumindest die höchsten Strandwälle noch aus dem überfluteten Ried heraus. Seit Aufgabe der landwirtschaftlichen Nutzung werden auch die Strandwälle alljährlich vom Naturschutz gemäht.

### Gehölze
Von den ehemaligen Auenwäldern sind nur noch Reste vorhanden: einige schöne Einzelbäume der Silber-Weide und jüngere Stiel-Eichen. Die meisten Gehölze im Naturschutzgebiet sind Gebüsche, die sich nach Aufgabe der landwirtschaftlichen Nutzung auf den Streuwiesen angesiedelt haben. Zu den häufigen Arten gehören Echter Kreuzdorn, Faulbaum, Gewöhnlicher Schneeball und verschiedene Weidenarten. Besonders entlang der Nordgrenze des Schutzgebiets sind dichte Gebüschzonen entstanden. Typische Vogelarten der Gebüsche sind Nachtigall, Gartengrasmücke und Mönchsgrasmücke, Zilpzalp, Fitis und Kohlmeise. Vor allem auf den höheren Strandwällen haben sich krummwüchsige Wald-Kiefern angesiedelt.

## Naturschutzarbeit im Gebiet
Zur Erhaltung der Vielfalt an Pflanzen und Tieren im Wollmatinger Ried, zu denen viele gefährdete Arten der Roten Liste zählen, genügte es nicht, das Gebiet unter Naturschutz zu stellen. Dies wurde in den 60er Jahren sehr deutlich, als nach Aufgabe der traditionellen landwirtschaftlichen Nutzung die typische Pflanzen- und Tierwelt der Streuwiesen durch Verbuschung mehr und mehr ihren Lebensraum verlor. Die Wiesenmahd musste vom Naturschutz übernommen werden, um den Artenreichtum zu erhalten.
In den 1970er Jahren wurde daher ein Organisationsplan für die Betreuung des Wollmatinger Rieds und die durchzuführenden Schutz- und Pflegemaßnahmen entwickelt. Ein Betreuungsvertrag regelt seit 1979 die Kooperation zwischen staatlichem und privatem Naturschutz. Das Land Baden-Württemberg beauftragte den Naturschutzbund Deutschland (NABU) mit wesentlichen Betreuungsaufgaben, die in enger Zusammenarbeit mit dem Regierungspräsidium und der Bezirksstelle für Naturschutz und Landschaftspflege (BNL) Freiburg erledigt werden.

### Betreuungsarbeit der Naturschutzbehörden
Das Regierungspräsidium Freiburg ist als zuständige Naturschutzbehörde verantwortlich für Inhalte und Ziele der Schutzgebietsverordnung sowie für deren Erhaltung. Die BNL Freiburg organisiert als Naturschutz-Fachbehörde zusammen mit NABU und Staatlichem Forstamt die Durchführung der Landschaftspflegemaßnahmen. Im Auftrag der BNL mähen Landwirte jährlich etwa 130 Hektar Streuwiesen. Seit 1998 läuft auch ein Versuch zur Beweidung durch Schottische Hochlandrinder. Die Futterwiesen im Osten des Gebiets wurden an einen Landwirt verpachtet.

### Betreuungsarbeit des Naturschutzzentrums Wollmatinger Ried

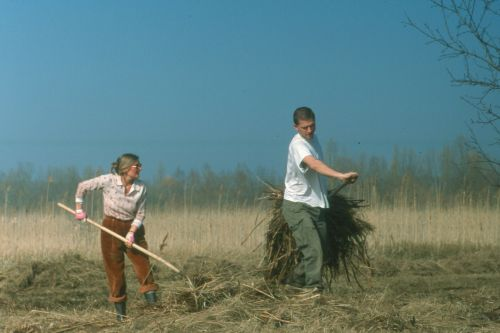
Riedpflegeeinsatz

Im Mai 1979 eröffnete der NABU das Naturschutzzentrum Wollmatinger Ried, von dem aus die Betreuung des Gebiets koordiniert wird. Schwerpunkte der Arbeit sind die Planung und Durchführung von Pflegemaßnahmen, die Information der Öffentlichkeit, Führungen, die Erfassung der Bestandsentwicklung von Pflanzen und Tieren, die Überwachung des Gebiets und die Erstellung von Jahresberichten. Für diese Arbeiten beschäftigt der NABU seit 1978 Zivildienstleistende. Neben dem Geschäftsführer sind bis zu zehn Mitarbeiter beim Naturschutzzentrum tätig, ehrenamtliche Kräfte kommen noch hinzu.
Bei den Pflegemaßnahmen konzentriert sich das Personal des Naturschutzzentrums auf die Mahd von besonders empfindlichen Bereichen, etwa 35 Hektar, die – wie vor allem Strandwälle – keinen Einsatz schwerer Geräte zulassen. Der gefährdete Strandrasen ist ebenfalls auf Pflege angewiesen, um seine Verdrängung durch wuchsfreudigere Konkurrenzpflanzen aufzuhalten.
Bei der Überwachung des Schutzgebiets wird seit 1971 auch eine schwimmende Schutz- und Beobachtungsstation eingesetzt, die nach dem zoologischen Gattungsnamen der Kolbenente Netta benannt ist. Von der als Vorbild für umweltschonenden Wassersport mit Solartechnik ausgestatteten Netta wird im Sommerhalbjahr die Flachwasserzone vor dem Wollmatinger Ried überwacht. Seit der Erweiterung des Reservats um die vorgelagerten Wasserflächen sind Störungen durch Wasserfahrzeuge zurückgegangen. Ein wichtiger Gewinn für das Gebiet war auch die Aufhebung der seit Jahrhunderten ausgeübten deutsch-schweizerischen Wasservogeljagd (Belchenschlacht) im Jahr 1985.

### Naturschutzgebiet von gesamtstaatlich repräsentativer Bedeutung
Im Jahr 1989 wurde das Wollmatinger Ried vom Bundesministerium in das Förderprogramm Errichtung und Sicherung schutzwürdiger Teile von Natur und Landschaft mit gesamtstaatlich repräsentativer Bedeutung aufgenommen. Im Rahmen dieses Vorhabens konnten wichtige Maßnahmen zur Verbesserung der Schutzgebietssituation durchgeführt werden. So wurde das Angebot an Besuchereinrichtungen verbessert: Beim Ermatinger Becken wurde eine aus den 70er Jahren stammende Beobachtungsplattform als geschlossene Hütte erneuert; bei dem als Wasservogel-Brutplatz angelegten Flachwasserteich ersetzte eine Beobachtungshütte ein älteres Provisorium; beim Campingplatz Hegne wurde eine Beobachtungsplattform und innerhalb der Ruine Schopflen am Reichenauer Damm ein Beobachtungsturm neu errichtet.
Ein detaillierter Pflege- und Entwicklungsplan wurde erarbeitet. Dieser sah umfangreiche Entbuschungsmaßnahmen vor, deren Durchführung in den 1990er Jahren die Rückgewinnung ehemaliger Streuwiesen ermöglichte. Das finanziell aufwendigste Projekt im Rahmen des Förderprogramms waren Renaturierungsmaßnahmen im Osten des Wollmatinger Rieds. Dort durchschnitt seit 1965 ein Regenwasserkanal der Konstanzer Kläranlage wertvolle Streuwiesen auf über 1 km Länge. Durch den Bau von sieben jeweils 50 Meter langen Grünbrücken als Landverbindung über den Kanal, großflächige Entbuschungen und den Rückbau eines Kanalwegs konnte im Winter 1993/94 die Barrierewirkung der Kanaltrasse zumindest teilweise aufgehoben und der frühere, offene Landschaftscharakter wiederhergestellt werden. Weiterhin verringerte eine neu angelegte Flutmulde nun das Risiko des Eindringens nährstoffbelasteten Wassers in die Riedwiesen. Die Überlebenschancen für seltene Pflanzen und Tiere konnten so wesentlich verbessert werden.

## Das Naturschutzzentrum
Im ehemaligen Bahnhof Reichenau eröffnete 1990 das NABU-Naturschutzzentrum Wollmatinger Ried. Dies wurde im Oktober 2018 durch das vom NABU Baden-Württemberg neu eröffnete NABU-Bodenseezentrum abgelöst. Es ist das neue Zuhause der bisherigen NABU-Zentren Wollmatinger Ried und Mettnau sowie des NABU-Bezirksverbands Donau-Bodensee. Dort wird die gesamte Naturschutzarbeit gebündelt, von der Landschaftspflege über die politische Arbeit bis hin zur Betreuung der Schutzgebiete. Darüber hinaus steht das NABU-Bodenseezentrum mit seiner ständigen Ausstellung allen Interessierten für Fragen zum Natur- und Umweltschutz und für Vorträge, Diskussionen und Seminare offen.

### Ausstellung
Die Ausstellung im NABU-Bodenseezentrums dar zeigt das Spektrum der verschiedenen Lebensräume in den Schutzgebieten. Gegliedert nach Jahreszeiten geben sie einen Eindruck der Artenvielfalt am westlichen Bodensee und im Hegau.

### Infopfad
Der Infopfad am Wollmatinger Ried ist ein Teil des internationalen Bodenseepfades. Er informiert über Lebensräume, Tiere und Pflanzen des Naturschutzgebiets. Der Pfad ist räumlich und inhaltlich zweigeteilt. Die Tafeln entlang des Reichenauer Damms informieren über den Lebensraum Schilf. Auf der Beobachtungsplattform Schopflen sind Wasservögel des Bodensees und ihre Ernährungsweise thematisiert. Der zweite Teil des Lehrpfades erstreckt sich auf Konstanzer Gemarkung entlang des „Gottlieber Weges“ von der Kläranlage Konstanz bis hinunter zum Seerhein bei Gottlieben. Dort wird über die artenreichen Streuwiesen und die Entstehung des Bodensees informiert, auch mit speziellen Hinweistafeln für Kinder. Eine weitere Tafel auf der Beobachtungsplattform Hegne stellt die Abfolge der natürlichen Lebensräume vom Freiwasser bis zu den verlandeten Gebüschzonen dar.

### Führungen
Das alte Naturschutzzentrum Vogelhäusle in der Nähe der Kläranlage Konstanz dient als Ausgangspunkt für die öffentlichen Riedführungen auf dem fünf Kilometer langen Rundweg.